# کالیپسو (کتاب)
کالیپسو (Calypso) مجموعهٔ بیست و یک داستان اتوبیوگرافی کوتاه از دیوید سداریس است. کتاب در ۲۹ام ماه می سال ۲۰۱۸ توسط Little Brown and Company منتشر شد. از مجموع ۲۱ داستانِ کتاب، ۱۴ تای آن قبلاً در مجلات و روزنامه‌های مختلف با اسامی دیگری منتشر شده بود.

## به زبان فارسی
کالیپسو در سال ۱۳۹۷، توسط نشر سنگ و با ترجمهٔ رضا اسکندری آذر به زبان فارسی منتشر شد.